# گواردیلا د برگدا
گواردیلا د برگدا (به اسپانیایی: Guardiola de Berguedà) یک شهرستان در اسپانیا است که در بارسلون واقع شده‌است.

## خصوصیات
گواردیلا د برگدا ۶۱٫۹۶ کیلومترمربع مساحت و ۹۴۸ نفر جمعیت دارد و ۷۲۰ متر بالاتر از سطح دریا واقع شده‌است.